# مارمولک خال‌چشمی
مارمولک خال‌چشمی(نام علمی: Timon lepidus) نام یک گونه از راسته پولک‌داران است.